# بين بريسكوت
بين بريسكوت (من مواليد 31 يوليو 1978 في طرابلس ، ليبيا) هو لاعب اتحاد رغبي سابق لفريق جلاسكو ووريورز في موقع Tighthead Prop ,مولود بليبيا وهو اسكتلندي الاصل.

## مهنة الهواة
لعب بريسكوت لصالح أبردين جي إس إف بي. لعب أيضًا في Blackrock College RFC عندما كان يقيم في أيرلندا مع لينستر في عام 2010.

## مهنة محترفة
بدأ بريسكوت اللعب مع جلاسكو ووريورز في موسم 2001–02 تحت قيادة ريتشي ديكسون. كانت أول مباراة له قبل الموسم الودية ضد نورثامبتون سينتس حيث شارك كبديل في 14 أغسطس 2001.
كما لعب في مباريات تنافسية. كان أول ظهور تنافسي له ضد Cardiff RFC في كأس هاينكن ليحل محل ديف هيلتون في 4 نوفمبر 2001 في ملعب هيغيندين.
لعب في الدوري الويلزي الاسكتلندي ضد إدنبرة للرغبي ، حيث حل بديلًا مؤقتًا لستيف غريفيث في 22 فبراير 2002.
لم يلعب مع فريق ووريورز مرة أخرى حتى موسم 2004-05. وقع بدوام كامل مع ووريورز في عام 2005. 
في الموسم التالي 2006-2007 ، أدت إصابة في ربلة الساق إلى تقييد ظهوره في ووريورز. ذهب على سبيل الإعارة إلى واترلو لمزيد من وقت اللعب.  كان موسم 2007-08 آخر موسم له كلاعب مع ووريورز.
شهد موسم 2007–08 بريسكوت على سبيل الإعارة إلى روثرهام تايتنز. تم اتخاذ هذه الخطوة بشكل دائم في 23 مايو 2008. 
غادر التايتنز للانضمام إلى Nottingham RFC في مايو 2010. 
ثم انتقل إلى لينستر في سبتمبر 2010.  
عاد للانضمام إلى التايتنز على سبيل الإعارة في أوائل ديسمبر 2010 عندما كسر مساعدهم أنطون أودونيل كاحله.
كانت هذه الخطوة قصيرة حيث انتقل إلى صفقة قصيرة الأجل مع نورثهامبتون ساينتس في نهاية ديسمبر 2010. 
عاد إلى نوتنغهام لموسم 2011-12.
في مايو 2012 وقع على كورنيش بايرتس. رفض عقدًا جديدًا في صيف 2014 وأفرج عنه. 
بدلا من ذلك وقع بريسكوت مع لندن الاسكتلندية لموسم 2014-2015. أعلن انسحابه من المباراة في سبتمبر 2015 بسبب إصابة في العنق والكتف. 

## مهنة دولية
لعب بريسكوت في اسكتلندا تحت 18 عامًا ،  والجامعات الاسكتلندية والطلاب الاسكتلنديين.

## روابط خارجية
- ملف ورقة الرغبي